# Potámides
En la mitología griega las potámides (en griego: Ποταμηΐδες, de ποταμός, «río»; potamides en latín) son el nombre con el que Apolonio de Rodas se refiere a las ninfas de los ríos. Son descritas cuando Jasón invoca con sus ruegos a la infernal Hécate y estas quedan aterrorizadas:  
«Alrededor de ella sus perros infernales aullaban con agudos ladridos. Las praderas se estremecían todas a su paso; y gritaron las ninfas fluviales (potámides) moradoras del pantano, que hacían su ronda en torno al prado aquel del Fasis Amarantio».
En un escolio se las refiere como epipotámides (ἐπιποταμίδες, «las de los ríos») y que otras ninfas acuáticas fueron náyades, hidríades, crénides y heléades.
El Segundo Mitógrafo Vaticano, haciendo un recuento de los diferentes tipos de ninfas, dice que las ninfas de las de las montañas son oréades, las que viven en los bosques son dríades, las que nacen y mueren con los árboles son hamadríades, las de los valles arbolados son napeas, las de las fuentes náyades, las de los ríos potámides y las del mar nereidas.
Como divinidades locales, a veces eran denominadas en función del río donde habitaban, como Aqueloides (del Aqueloo), Anigrides (del Anigro), Amnisíades (del Amniso) o Pactólides (del Pactolo).